# Auriébat
Auriébat é uma comuna francesa na região administrativa de Occitânia, no departamento dos Altos Pirenéus. Estende-se por uma área de 16,12 km², Em 2010 a comuna tinha 247 habitantes (densidade: 15,3 hab./km²)..